# 38ª Squadriglia
La 38ª Squadriglia del Servizio Aeronautico del Regio Esercito inizia le operazioni a Risano (Pavia di Udine) con aerei Savoia-Pomilio SP.2.

## Storia

### Prima guerra mondiale
La 38ª Squadriglia nasce il 16 dicembre 1916 a Torino su Savoia-Pomilio SP.2, il 13 gennaio 1917 va al Centro Formazione Squadriglie del Campo di aviazione di Arcade andando il 30 gennaio all'Aeroporto di Udine-Campoformido comandata dal Capitano Renato Mazzucco (futuro Generale della Regia Aeronautica).
Il 27 febbraio diventa operativa a Risano (Pavia di Udine) con 3 S.P.2 e dal 3 marzo passa sotto il I Gruppo con 10 piloti e 2 mitraglieri.
Il 5 maggio passa al V Gruppo prima di ricevere i Savoia-Pomilio SP.3.
Il 20 agosto l'aereo del Sergente Emilio Lubiani e del Tenente Vitale Gallina viene colpito su Gorjansko da 3 Albatros D.III tra cui quello dell'Asso dell'aviazione Godwin Brumowski che rivendica la 16^ vittoria con Hermann Richter ma in realtà il velivolo picchia da 2.000 metri fino a bassa quota nel golfo di Sistiana per liberarsi.
Dal mese di settembre vola solo con gli S.P.3 ed il 23 ottobre l'S.P.3 dei Tenenti pilota Innocente Burello ed osservatore Silvestro D'Audino viene abbattuto su Duino da 3 caccia tra cui l'Albatros D.III dell'asso Frank Linke-Crawford.
Dopo la Battaglia di Caporetto il 27 ottobre ripiega con 5 aerei su Comina (Friuli-Venezia Giulia), poi ad Arcade ed a Ponte San Pietro ma il 3 novembre avanza a Tessera (Venezia) (nella zona dell'attuale parcheggio dell'Aeroporto di Venezia-Tessera) iniziando il passaggio sui SIA 7b1.
Il 15 novembre il comando passa al Cap. osservatore Leonardo Rizzani operando prima per il XXIII Corpo d'Armata e poi per XXVI Corpo d'Armata con 3 S.P.3 e 2 SIA 7b.
Il 15 dicembre il comando interinale passa al Ten. Fernando Lombardi. 
Nel 1917 il reparto ha svolto quasi 150 voli di guerra ed il Ten. Vittorio Marchesi riceve la Medaglia d'argento al valor militare. 
All'inizio del 1918 dispone di 7 piloti e 8 osservatori.
In marzo l'unità ha 4 SIA 7b1 che continuano ad avere incidenti di volo ed in aprile arriva la versione rinforzata SIA 7b2 ma non risolve il problema.
Il 15 maggio dispone di un osservatore e 13 piloti ed il 28 maggio va a Malcontenta.
In giugno dispone di 6 SIA 7b2 ed alla fine di giugno lascia i 5 SIA 7b2 ed un 7b1 per passare sui Pomilio.
Viene quindi supportata da 4 Royal Aircraft Factory R.E.8 inglesi che fanno volare con i loro piloti gli osservatori ed a luglio dispone di 9 piloti e 11 osservatori.
Il 7 luglio Rizzani muore in un incidente di volo su Ansaldo S.V.A. ed il comando passa al Ten. osservatore Eliso Panizzera.
L'unità dispone di 9 Pomilio PE, un PD e 2 S.P.3 ed il 25 ottobre il comando passa al Cap. Pietro Colombo.
Nel 1918 l'unità ha svolto 291 voli di guerra per un totale nel conflitto di 433.
Dopo la guerra passa sui Fiat R.2 e nel 1919 è a Zaule di Muggia al comando del Ten. Salvatore Travaglianti.
Viene sciolta il 20 dicembre 1920 e nel 1922 rinasce sugli R.2 all'Aeroporto di Pisa-San Giusto.
Al 20 aprile 1919 disponeva di 7 PE ed un R.2.

### Il dopoguerra
Il 20 dicembre 1925 è all'Aeroporto di Gorizia sugli R.2 nel 63º Gruppo del 21º Stormo di Bologna della Regia Aeronautica.
Nel maggio 1929 passa sugli IMAM Ro.1 ed il 1º marzo 1932 passa nel 71º Gruppo Volo Ricognizione Tattica che dal 1º aprile successivo va all'Aeroporto di Gorizia.

### Guerra d'Etiopia
Nell’agosto del 1935 la 38ª Squadriglia da ricognizione è all'Aeroporto di Gorizia, sua sede abituale. Il 14 agosto arriva l’ordine di mobilitazione per la Guerra d'Etiopia. 
Il 30 agosto parte per Massaua dove arriva il 6 settembre. 
Alla fine del mese i 10 IMAM Ro.1 vengono montati e collaudati ed il 3 ottobre la squadriglia basata a Gura (Eritrea) prende parte alle prime operazioni belliche in dipendenza dal II Gruppo aeroplani di ricognizione tattica (poi 2º Gruppo volo) di Adi Ugri.
Al 15 gennaio 1936 è all'Aeroporto di Axum.

### Africa Orientale Italiana
Al 1º ottobre 1936 è nel XXVII Gruppo autonomo del Comando settore aeronautico nord di Asmara nell'ambito dell'Africa Orientale Italiana.
Dal 1º settembre 1935 rinasce la 38ª Squadriglia bis O.A. a Gorizia e nel maggio 1936 passa sugli IMAM Ro.37.
Il 15 settembre 1939 passa con il 71º Gruppo Volo nel 22º Stormo O.A. di Udine.

### Seconda guerra mondiale
Al 10 giugno 1940 la 38ª Squadriglia Ricognizione è a Gorizia e vola con 10 IMAM Ro.37bis nel 71º Gruppo del 22º Stormo Osservazione Aerea a supporto della 2ª Armata per l'Aviazione Ausiliaria per l'Esercito.
Dal maggio 1942 era equipaggiata con i bimotori Caproni Ca.311 nel 71º Gruppo Autonomo Osservazione Aerea del Corpo di spedizione italiano in Russia con il Capitano osservatore Gerardo Zaccardo e dal 9 luglio 1942 nell'8ª Armata (Regio Esercito).
Il 6 agosto, i Fiat B.R.20M della Squadriglia eseguono una missione di bombardamento ad est del Don (fiume Russia) colpendo truppe sovietiche d'artiglieria e fanteria.
La squadriglia seguì le sorti dell'8ª Armata venendo obbligata alla ritirata fino al 21 gennaio 1943, partendo quindi per Odessa prima di rientrare in Italia. 
Il 10 agosto 1943 un BR.20 della 38ª Squadriglia viene abbattuto dalla contraerea durante un mitragliamento a bassa quota in soccorso alla fanteria accerchiata in Jugoslavia; il Capitano osservatore alpino Enzo Tolu a bordo viene decorato con la Medaglia d'Oro al valor militare.
Ai primi di settembre 1943 è all'Aeroporto di Venaria Reale.